# Carthage, Texas
Carthage är administrativ huvudort i Panola County i Texas. Orten har fått sitt namn efter Carthage i Mississippi. Enligt 2010 års folkräkning hade Carthage 6 779 invånare.

## Kända personer från Carthage
- Kip Harkrider, basebollspelare